# Singapur en los Juegos Olímpicos de París 2024
Singapur estuvo representado en los Juegos Olímpicos de París 2024 por un total de 23 deportistas, 16 mujeres y siete hombres, que compitieron en 11 deportes.
Los portadores de la bandera en la ceremonia de apertura fueron el regatista Ryan Lo y la atleta Shanti Pereira.

## Medallistas
El equipo olímpico singapurense obtuvo las siguientes medallas:
| Nombre            | Deporte | Competición    |
| ----------------- | ------- | -------------- |
| Oro               |         |                |
| —                 |         |                |
| Plata             |         |                |
| —                 |         |                |
| Bronce            |         |                |
| Maximilian Maeder | Vela    | Formula Kite M |